# Unterwegs mit Elsa
Unterwegs mit Elsa ist ein deutscher Fernsehfilm der ARD aus dem Jahr 2014. Das Roadmovie wurde von Rowboat Film- und Fernsehproduktion produziert. Die Erstausstrahlung war am 7. März 2014.

## Handlung
Die frisch verwitwete Elsa begibt sich mit ihrer Enkelin Clara und ihrer Tochter Fanny auf eine lebensverändernde Reise nach Kroatien.
Von jetzt auf gleich steht Elsa nach dem Tod ihres Mannes buchstäblich auf der Straße. Ihr verstorbener Mann hat ihr außer jeder Menge Schulden nur eine Villa in Opatija in Kroatien hinterlassen. Sein letzter Wunsch war, dass Elsa aus dem Haus etwas macht. Sie bittet ihre Tochter und Enkelin, sie auf der langen Reise zu begleiten. Und da es Elsa nicht ganz leicht fällt, sich von ihrem Mann zu trennen, nimmt sie heimlich auch die Urne mit seiner Asche mit.
Enkelin Clara, die vor einem Jahr ihr Abitur absolviert hat, ist abenteuerlustig und enthusiastisch, nach Kroatien zu reisen. Ihre Mutter Fanny hat als Stationsärztin wenig Zeit für spontane Reisen und ist eher skeptisch, was die Sache angeht, sagt aber unter der Bedingung, dass sie in drei Tagen wieder zu Hause sind, zu.
In Elsas hellblauem Citroën DS Cabriolet machen sie sich auf den Weg. Dank Milan (Alain Blazevic), einem charmanten kroatischen Reisebürobesitzer, kann die drei Frauen auch eine Autopanne nicht lange aufhalten. Je näher sie Opatija kommen, desto näher kommen die drei Frauen auch einander – doch was sie am Ziel erwartet, ist nicht das, was sie sich erhofft hatten.

## Produktion
Gedreht wurde vom 26. September bis 23. Oktober 2012 in München und an verschiedenen Orten in Kroatien,u. a. in Zagreb, Opatija, Dubrovnik, Lovran und Rovinj.